# Швець Надія Федорівна
Наді́я Фе́дорівна Шве́ць (24 червня 1959 — 18 жовтня 2022) — українська художниця, заслужений художник України, головний художник Харківського академічного театру опери та балету ім. М. Лисенка.

## Життєпис
Народилася в Краснодарі  у сім'ї лікарів, а в 1961 році сім'я переїхала до Таганрогу. Закінчила Ростовське художнє училище ім. М.Б. Грекова (майстерня Ю. Щебланова) та Санкт-Петербурзький державний академічний інститут живопису, скульптури та архітектури імені І. Ю. Рєпіна. З 1993 року працює в Харківському академічному театрі опери та балету.
Н. Швець поставлено понад 90 спектаклів у різних театрах України та СНГ. Крім того Швець створила костюми для балету «Лускунчик» лондонської балетної трупи, а також купальні костюми збірної України з синхронного плавання. У вересні 2009 року в харківській галереї «Маестро» пройшла виставка робіт Надії Швець, приурочена до її ювілею.
У 2010 році була відзначена Почесною відзнакою Харківської обласної ради «Слобожанська слава».
Померла 18 жовтня 2022 року, після важкої хвороби.

## Роботи в театрі
З 1987 р. — художник-постановник Таганрозького драматичного театру ім. А. П. Чехова.
- «Барменша з дискотеки», В. Андрєєв
- «Дім Бернарди Альби», Г. Лорка
- «Майстер і Маргарита», М. Булгаков
- «Шум за сценою», М. Фрейн
- «Всі миші люблять сир», Д. Урбан
- «У дорозі», А. Чехов
- «Медея», А. Разумовська
- «Клич Чактоу», Вільямс

З 1990 р. — головний художник Дніпродзержинського музично-драматичного театру.
- «Генерали в спідницях», Ж. Ануй
- «Нельска вежа», А. Дюма
- «Вовчиця», Г. Соловський

З 1991 р. — перевелася на посаду головного художника-постановника Дніпропетровського державного театру Опери та балету.
- «Кармен», Ж. Бізе
- «Гетьман» (балет), П. Чайковський
- «Туга», Дж. Пуччіні

З 1993 р. — головний художник Харківського театру Опери та балету
- «Травіата», Дж. Верді
- «Кармен», Ж. Бізе
- «Євгеній Онєгін», П. Чайковський
- «Жизель», А. Адан
- «Симфонічні танці», С. Рахманінов
- «Весна священна», І. Стравінський
- «Петрушка», І. Стравінський
- «Чіо-Чіо-сан», Дж. Пуччіні
- «Директор театру», В. А. Моцарт
- «Служниця-пані», М. Перголезі
- «Поет», Л. Колодуб
- «Турандот», Дж. Пуччіні
- «Чиполіно», А. Хачатурян (Донецький театр опери та балету, дитяча балетна школа Вадима Писарєва)
- «Самсон і Даліла», Ш. К. Сен-Санс
- «Реквієм», Дж. Верді (сценографія + режисура)
- «Трубадур», Дж. Верді (сценографія + режисура)
- «Набукко», Дж. Верді (сценографія + режисура)
- «Богема», Дж. Пуччіні
- «Черевички», П. Чайковський[8]
- «Весілля Фігаро», В. А. Моцарт (сценографія + режисура)
- «Бестіарій», А. Щетинський[9]
- «Турандот», Дж. Пуччини (Донецкий театр оперы и балета)[10]